# 마린 (수호전)

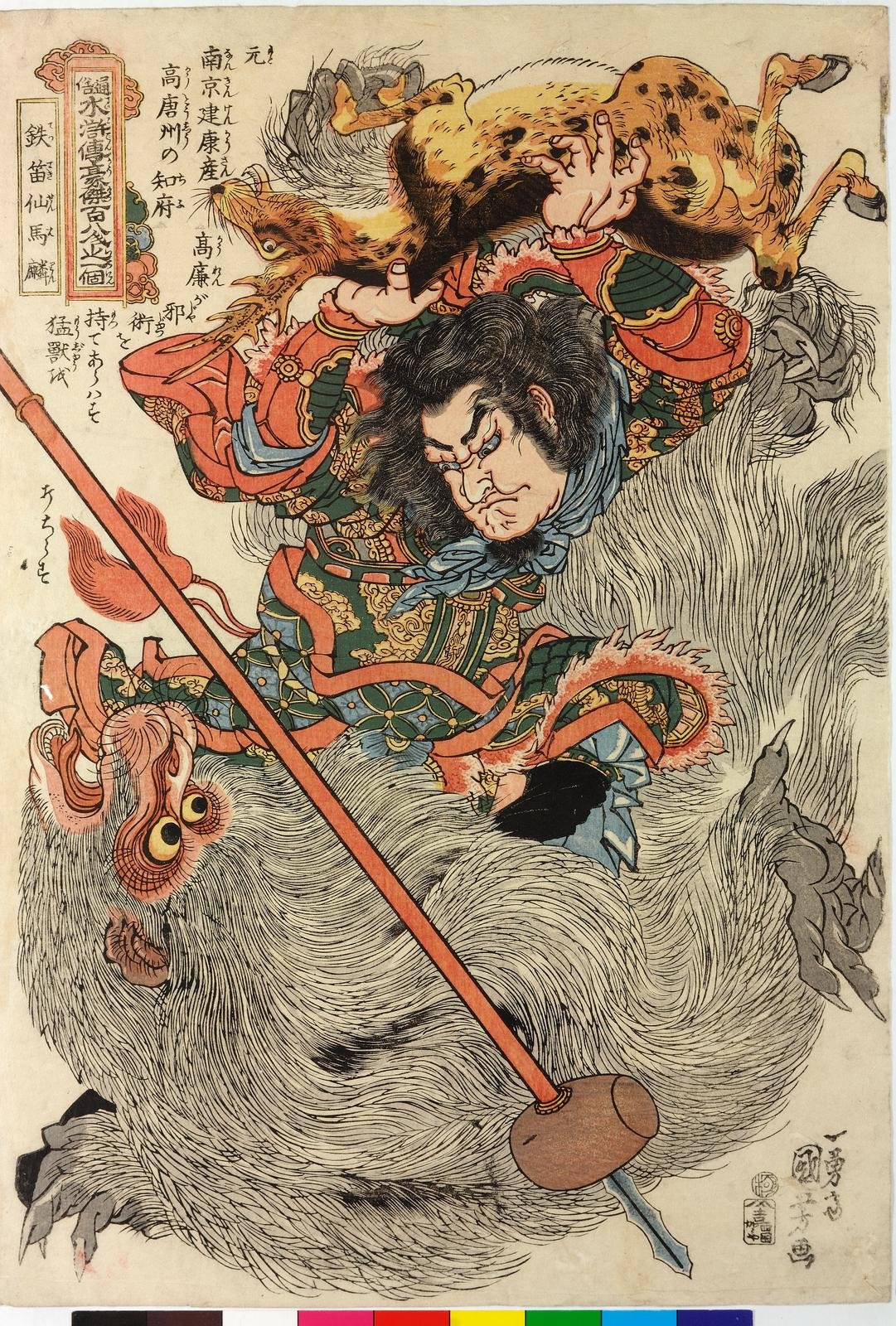

마린(馬麟)은 중국의 사대기서(四大奇書) 중 하나인 《수호전》(水滸傳)에 등장하는 인물로, 108성 중 67위이자 지살성(地煞星)의 지명성(地明星)에 해당한다. 별호는 철적선(鐵笛仙). 양산박에 들어가기 이전에는 황문산의 제3두령이었다. 별호인 철적선은 능숙한 피리 솜씨에서 유래했다. 한편 용모가 뚜렷하고 백 명을 상대해도 뒤지지 않는 대곤도를 사용하는 인물로 알려져있지만 전장에서는 보통 두 자루의 쌍도를 휘두르는 모습이 묘사되어 대곤도를 사용하는 장면은 없었다. 주로 양산박군 내에서는 전투요원으로 다수의 전에 참여하였으며, 한때 양산박의 조선 작업도 담당하였다.

## 생애
마린은 건강 출신으로 대대로 군인 집안에서 태어났으며 원래는 하급 관리였으나 황문산에 틀어박혀 산적이 되어 구붕, 장경, 도종왕 등의 동료들과 함께 4천5백 명의 졸개를 이끌고 있었다. 강주에서 형장을 습격한 양산박 일당이 돌아가는 중 자신들의 본거지 부근을 지난다는 정보를 얻은 구붕과 황문산 산적들은 천하의 의적으로 이름난 이들을 영접하고 싶어 했고 양산박의 무리가 오자 일부러 습격하는 듯한 내색을 보이며 그들이 양산박 일행임을 확인받자 지체없이 자신의 결례를 사과하고 양산박 일행들을 산채로 초대하여 크게 대접하였다. 이 자리에서 그들의 실력을 들은 송강으로부터 양산박으로의 합류를 권유 받고, 기쁜 마린과 황문산 산적들은 그대로 양산박에 합류했다.
양산박 입산 후에는 가족을 데려가기 위해 고향으로 돌아온 송강이 습격당한 것을 구출하고 직후 조직편제에서는 조선의 책임자로 임명되지만 조선 기술자인 맹강이 대종에 의해 입산하면서 바로 교체되었다. 축가장과의 싸움에서는 적장 호삼랑과의 일대일 대결에서 고전하는 구붕을 조력하고 호삼랑과 대결하지만, 결판이 나기도 전에 아군의 기색이 나빠져 퇴각했다. 축가장 함락 후에는 이응을 아군으로 끌어들이기 위한 작전에 참여하여 전력을 살려 포도관리로 변장하였고, 이후에도 임충과 화영 등의 부장으로 활약하였다.
108명이 양산박에 모인 후에는 마군소표장 겸 척후두령 16원의 제12위에 임명되었으며, 평시에는 연석에서 피리 솜씨를 보여 모두를 즐겁게 하기도 하였다. 관군과의 싸움이나 조정에 귀순 후에도 전장에서 주로 색초의 부장으로 활약하였고, 전호나 방랍과의 전투에서는 종종 복병으로 적을 몰아치는 활약을 보였다. 목주 공격 때 오룡령에 쌓은 방랍 요새를 넘는 샛길을 토박이인 노인으로부터 듣고 송강이 그 정보를 바탕으로 별동대를 편성, 송강이 목주를 공격하는 동안 마린은 연순과 오룡령으로 가는 큰길을 지키고 있었는데 기사회생을 노리고 쳐들어온 석보의 부대와 교전, 백흠의 창을 받고 움찔한 틈을 타 지체없이 접근해 온 석보의 벽풍도에 한 칼 아래 베어져 전사하였다.